# Neopenthimia pulchra
Neopenthimia pulchra är en insektsart som beskrevs av Evans 1972. Neopenthimia pulchra ingår i släktet Neopenthimia och familjen dvärgstritar. Inga underarter finns listade i Catalogue of Life.